# 费迪南·马克斯大公级铁甲舰
费迪南·马克斯大公级铁甲舰（德語：Erzherzog Ferdinand Max-klasse）由两艘舰只组成，分别是“费迪南·马克斯大公”号和“哈布斯堡”号。这两艘舰于19世纪60年代的军舰是奥地利帝国建造的最后一批船旁列炮铁甲舰，也是在1866年的利萨海战爆发前建造的最后一批奥地利军舰。七周战争的爆发阻止了克虏伯新式后膛炮的交付，迫使奥地利海军使用由16门旧式48磅前膛装弹炮组成的炮组来武装舰只。
两舰在1866年战争爆发后匆忙入役并在7月参加了利萨海战。在这场战斗中，“费迪南·马克斯大公”号被作为指挥官威廉·冯·特格特霍夫的旗舰，并在混战中撞沉了意大利铁甲舰 “意大利国王”号。这一战果证明了撞击战术在铁甲舰时代的有效性。战后，由于奥地利帝国成为了奥匈帝国，海军军费预算被削减，使得本级两舰被闲置，在剩下的服役生涯中也没有参与重大的活动。1886年，两舰被改装用于次要任务，“费迪南·马克斯大公”号和“哈布斯堡”号分别成为供应舰和警备舰。“哈布斯堡”号在1898年被当作废品出售，但是“费迪南·马克斯大公”号一直到1916年才被拆解。

## 设计
随着1859年法国“光荣”号铁甲舰下水，奥地利也开始了一项大型的铁甲舰建造计划。该计划由奥地利皇帝弗朗茨·约瑟夫一世的兄弟，海军司令费迪南·马克西米连大公指挥，始于1861年两艘德拉赫级铁甲舰。在德拉赫级两舰和马克斯皇帝级三舰开建后，海军造舰总监约瑟·冯·洛马柯又以奥地利海军著名指挥官之名设计了费迪南·马克斯大公级方案。这两艘舰只明显大于德拉赫级和马克斯皇帝级。原定计划装载32门48磅前膛装弹炮，然而在建造过程中，海军决定改装由克虏伯制造的新式后膛装弹炮。但是1866年爆发的七周战争迫使奥匈帝国海军匆忙安装了原定48磅炮中的16门上舰，也没有安装帆具。

### 常规特性及轮机

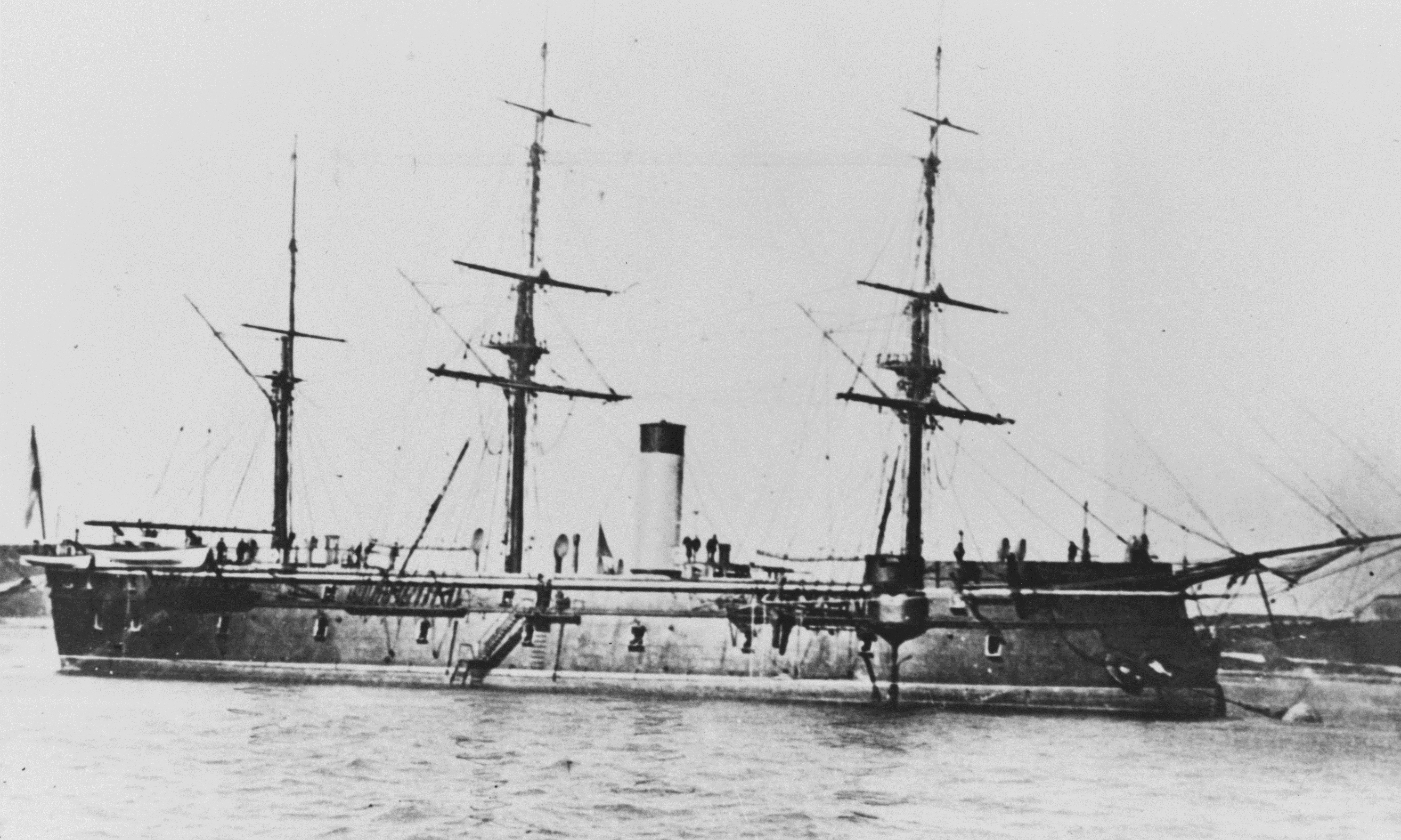
19世纪80年代“哈布斯堡”号现代化改装之后

费迪南·马克斯大公级与法国的“光荣”号有着相似的外观。本舰级垂标间距为79.97（262英尺4英寸），全长83.75米（274英尺9英寸），舷宽15.96米（52英尺4英寸），平均吃水7.14米（23英尺5英寸），排水量达到5,130長噸（5,210公噸）。舰体为木质结构并以123（5英寸）厚熟铁包覆炮座部位，舰首和舰尾则减少到87（3.4英寸）。一般舰上配备有511名军官和士兵。
本舰级的推进系统由一台阜姆士他路免图厂生产的单胀双缸水平放置蒸汽机驱动单螺旋桨。舰载的燃煤锅炉的数量和类型没有留下记载，锅炉废气集中从一根位于舰体中部的烟囱中排出。发动机的额定在2,925匹指示馬力（2,181千瓦特）的设计功率下速度为12.54節（23.22每小時；14.43英里每小時）。舰载燃煤储量达330 long ton（340 t）。虽然可以使用蒸汽机动力，本级舰依然是装备有三根桅杆的混合动力纵帆船。但由于完工时较为匆忙，索具直到1867年才被安装上舰。

### 武装
费迪南·马克斯大公级属于船旁列炮铁甲舰，主炮组为16门48磅前膛炮。这些炮组都是和早期风帆战列舰一样的传统的舷侧安装炮。此外还有一些小型火炮，包括四门8磅炮和两门3磅炮。在整个服役生涯中，舰载武装被更换过多次。1869年，舰上的老式前膛炮被14门8英寸（203）克虏伯炮所取代。1874年，两舰又被换装为14门7英寸（180）前膛阿姆斯特朗炮以及四门轻炮。1882年炮组又被更新，新增4门9（3.5英寸）后膛炮、两门7（2.8英寸）后膛炮、一组47（1.9英寸）速射炮以及3门25（0.98英寸）自动加农炮。

## 舰只
| 舰名                             | 建造者                         | 开建         | 下水          | 完工      |
| -------------------------------- | ------------------------------ | ------------ | ------------- | --------- |
| “费迪南·马克斯大公”号  | 的里雅斯特港第里雅斯特技术工厂 | 1863年5月6日 | 1865年5月24日 | 1866年7月 |
| “哈布斯堡”号           | 的里雅斯特港第里雅斯特技术工厂 | 1863年6月    | 1865年6月26日 | 1866年7月 |

## 服役记录

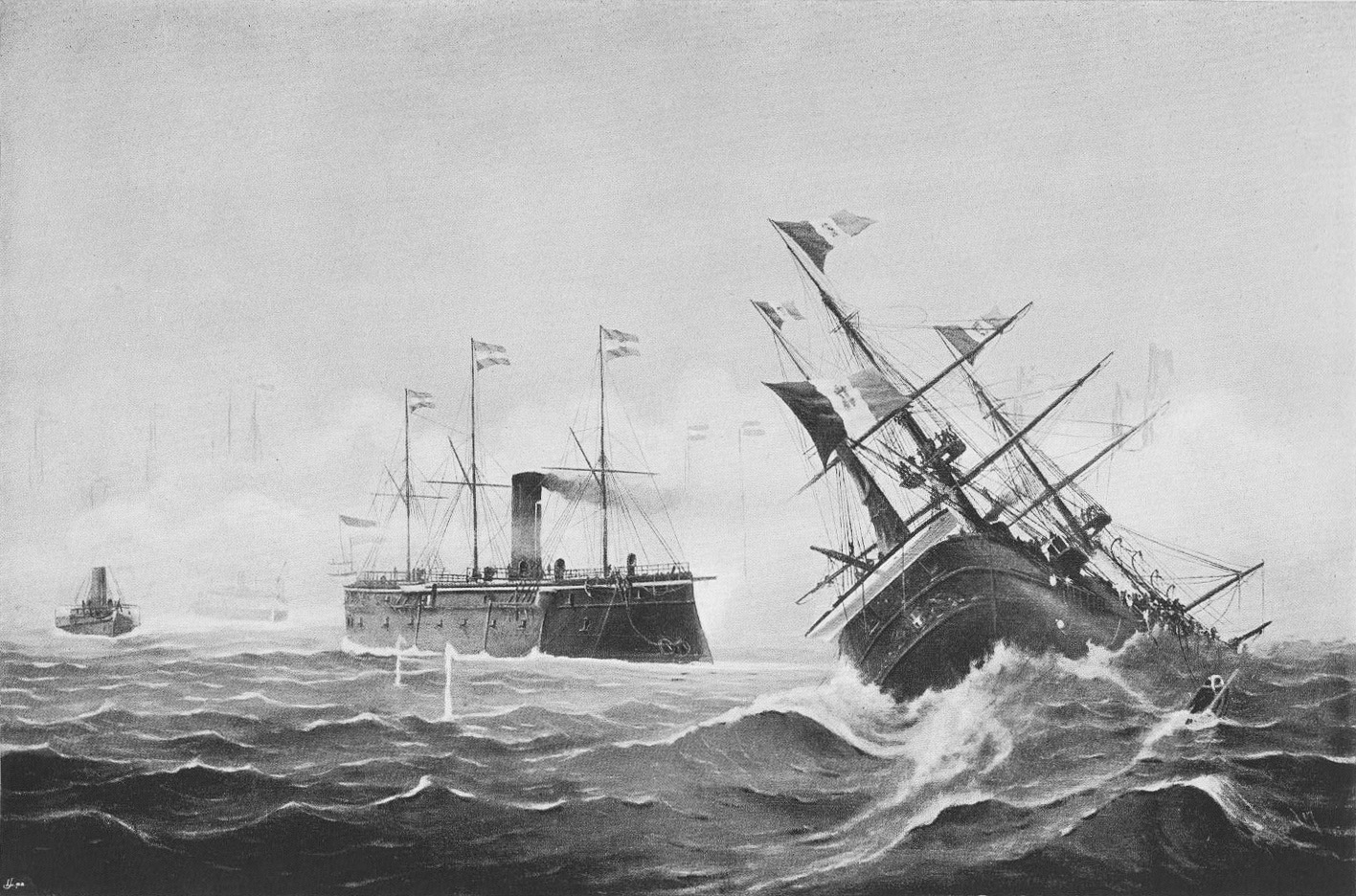
被“费迪南·马克斯大公”号撞击后，开始倾斜的“意大利国王”号

1866年6月七周战争爆发时，这两舰都还在建造中。为此造船厂的工人们加速完成了这两舰的建造。为此，舰上使用的是老式的前膛炮，而不是克虏伯式后膛装载炮。在海军少将的威廉·冯·特格特霍夫麾下，“费迪南·马克斯大公”号曾是奥地利舰队的旗舰。两舰都参加了1866年7月的利萨海战，在战斗中，“费迪南·马克斯大公”号以撞角撞沉了意大利铁甲舰“意大利国王”号。这一战果被证明是交战的转折点，从而迫使意大利指挥官海军上将卡洛·佩利翁·德·佩尔萨诺选择撤退。然而，“哈布斯堡”在战斗中并没有取得重大战果。两舰都没有在战斗中受到重大损害，而在战斗结束后又被派驻在亚得里亚海域巡逻，以防意大利舰队可能的行动。战争结束后，这些两舰被解除武装并搁置起来。
在接下来的20年里，两舰一直在奥匈帝国舰队中。由于匈牙利对海军事务不感兴趣，导致海军预算大幅度减少，因此这些舰只的服役生涯平淡无奇。1870年，“哈布斯堡”号被用于武力威慑，以试图阻止在罗马的守护者法国却被普法战争分散了注意力时，试图不顾一切地占领罗马的意大利。在1874年和1882年，两舰分别被用更新的舰炮重新武装。而到了1886年，这两舰都被改装成了执行次要任务的舰艇。1889年至1908年，“费迪南·马克斯大公”号成为射击训练学校的供应舰，而“哈布斯堡”号则一直在普拉担任警备舰和军营船，直到1898年，被从海军序列中被除籍并作为废品出售。“费迪南·马克斯大公”号一直留在库存中，直到1916年被废弃并拆解。

## 脚注

### 引文
1. ↑  张恩东 2018，第255頁.
2. 1 2 3 4 5  张恩东 2018，第254頁.
3. ↑  张黎源 2020，第165頁.
4. ↑  郭威 2007，第245頁.
5. ↑  陈悦 2015，第234頁.
6. ↑  李昊 2020，第15頁.
7. ↑  梅德明 2012，第716頁
8. ↑  朱鸿飞 2016，第58頁.
9. ↑  布鲁斯·泰勒 2021，第265頁.
10. ↑  张恩东 2018，第233頁.
11. ↑  《船舶名词术语》编订组 1979，第9頁
12. ↑  徐钟 2006，第813頁
13. ↑  刘萌 2020，第105頁.
14. ↑  郭威 2007，第279頁.
15. ↑  Pawlik，第6頁.
16. ↑  郭威 2007，第246頁.
17. ↑  Sondhaus，第6–7頁.
18. 1 2 3 4 5 6 7 8 9 10  Sieche & Bilzer，第268頁.
19. 1 2  Scheltema de Heere，第19頁.
20. ↑  Wilson，第226頁.
21. ↑  财政科学研究所 1989，第531頁.
22. ↑  崔刚 2009，第31頁
23. ↑  毛红梅 2020，第598頁.
24. ↑  Wilson，第226–227, 236–241, 245頁.
25. ↑  Sondhaus，第1–3, 8頁.
26. ↑  Sieche & Bilzer，第267頁.
27. ↑  Sondhaus，第40–41頁.
28. ↑  Sondhaus，第15頁.

## 期刊来源
- Scheltema de Heere, R. F. Fisher, Edward C. , 编. . Warship International (Toledo: Naval Records Club, Inc.). 1973, X (1): 11–97. ISSN 0043-0374.